# Refugiat

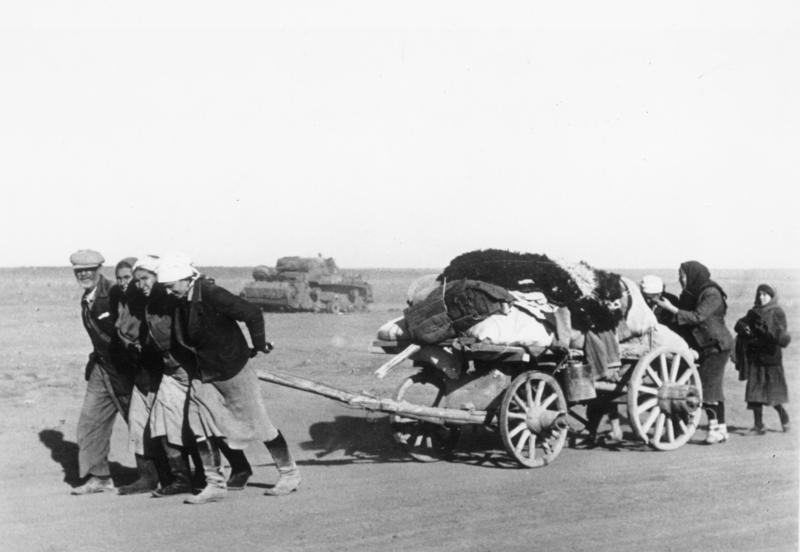
1942

Refugiat "sur-place" este persoana care nu a fost refugiat în momentul părăsirii țării de origine, dar care, ulterior, a început să se teamă de persecuție pentru unul din motivele menționate în Convenția din 1951.
Refugiat "de facto" este persoana care, deși nu îndeplinește criteriile cuprinse în definiția prezentată de Convenția din 1951, este considerată a avea nevoie de protecție din cauza condițiilor existente în țara de origine.
Refugiat "pe considerente umanitare" este persoana care, fără a îndeplini criteriile conținute în definiția dată în Convenție, primește în mod temporar protecție și drept de ședere pe teritoriul unui stat de refugiu, pentru motive de ordin umanitar.
Refugiat "prima facie" este persoana care în virtutea apartenenței la un anumit grup, considerat a fi supus persecuției în totalitatea sa, se presupune ca are o temere bine întemeiată de persecuție în conformitate cu definiția data în Convenție.
La nivel mondial, la sfârșitul anului 2011, aproximativ 42,5 milioane de persoane din întreaga lume erau fie refugiați (15,4 milioane), fie persoane strămutate într-o altă țară (26,4 milioane), fie solicitanți de azil (895.000 de persoane).Cei mai mulți refugiați provin din Afganistan (2,7 milioane), urmați de cei din Irak (1,7 milioane), Somalia (1,1 milioane), Sudan (500.000) și Republica Democrată Congo (491.000).În anul 2011, peste 800.000 de persoane au fost nevoite să fugă din țările lor, acesta fiind cel mai mare număr înregistrat în ultimii 11 ani.